# Klusznikawa
Klusznikawa (biał. Клюшнікава; ros. Клюшниково, Klusznikowo) – wieś na Białorusi, w obwodzie witebskim, w rejonie orszańskim, w sielsowiecie Wuscie.
Wieś znajduje się przy Lotnisku Bałbasawa.

## Historia
W XIX i w początkach XX w. położona w Rosji, w guberni mohylewskiej, w powiecie orszańskim. Następnie w granicach Związku Sowieckiego. Od 1991 w niepodległej Białorusi.
Dawniej w Klusznikawie mieszkali również Polacy. W latach 30. XX w. zostali oni ofiarami operacji polskiej NKWD.